# NGC 5631
NGC 5631 é uma galáxia lenticular (S0) localizada na direcção da constelação de Ursa Major. Possui uma declinação de +56° 34' 59" e uma ascensão recta de 14 horas, 26 minutos e 33,3 segundos.
A galáxia NGC 5631 foi descoberta em 17 de Abril de 1789 por William Herschel.